# Magyar História X
Az Magyar História X a Romantikus Erőszak együttes 2000-es rockalbuma.

## Számok listája
1. Magyar História X
2. Hív a Szabadság
3. Tatu
4. Szent László Éneke
5. Mit Tegyek Veled?
6. Van Remény
7. Kívül Tágasabb
8. Csak Álom
9. Fehér Magyarország (élő)
10. Szkínhed (élő)